# 巴布勒氧化
Babler氧化反应（英語：Babler oxidation）也称作Babler-Dauben氧化反应，是一种使用吡啶氯铬酸盐（PCC）直接转化烯丙基叔醇为相应的α,β-不饱和羰基化合物的有机反应。
詹姆斯·巴布勒（J. H. Babler）和威廉·道本（W. G. Dauben）分别于1976和1977年报道了这一反应，并将此反应拓展至环状体系中，使该反应具有了一定的合成实用性，该反应也以他们二人命名。
该反应的目标α,β-不饱和醛酮产率较高（通常大于75%），操作简便也无需气体保护或加热，但所使用的六价铬氧化剂PCC具有很高的毒性、致癌性和环境危险性。
该反应的溶剂通常是干燥的二氯甲烷（DCM）或氯仿（CHCl3）。该反应为吗啡全合成中的一步。

## 机理
据报道叔醇的Babler氧化反应机理是由烯丙基醇亲核进攻铬酸盐，形成鉻酸酯(1)，然后经过[3,3]-σ迁移重排成异构的铬酸酯(2)并最终氧化得到α,β-不饱和醛酮(3)。

## 环保改进
由于PCC氧化剂的高毒性和致癌性，并考虑到铬（VI）对地下水污染的作用，有研究尝试在类似反应中替代PCC。有报道成功使用TMP衍生的N-氧代铵盐进行替代。
替代的氧代铵盐仅可使用带有非配位阴离子的（如四氟硼酸盐、高氯酸盐、六氟磷酸盐或六氟锑酸盐），氧化剂按化学计量使用，通常为醇的1.5 eq。
另一种方法是减少反应中铬（VI）的使用量，如只使用催化量的PCC（5 mol%）和过量的另一种氧化剂作为共氧化剂（co-oxidant）进行反应，此法中已见报告的试剂有二叔丁基过氧化物、2-碘酰基苯甲酸或高碘酸。

## 对仲醇的氧化
相较于叔醇，烯丙基仲醇的Babler-Dauben氧化反应更难控制，会出现裂解的副产物（c）：
据报道，当PCC不按化学计量投入，而是作为共氧化剂使用时，a的产率将最大化；如果以高碘酸作为主要氧化剂、5 mol%的PCC作为共氧化剂时，效果最好（a产率达50-70%），溶剂选择乙腈。
与叔醇不同的是，仲醇的Babler氧化只发生在芳基底物（Ar-）或含杂环芳香的结构上，并且考虑到反应中使用的过量高碘酸导致的强酸性条件，仲醇氧化的反应机理被认为是未经过σ迁移重排，而是经由碳正离子中间体进行的。